# Smith & Wesson 19
La Smith & Wesson Model 19 è una rivoltella statunitense dell'azienda Smith & Wesson.

## Sviluppo
Secondo le fonti, la pistola venne realizzata a seguito di una conversazione avvenuta nel 1954 tra Bill Jordan, famoso poliziotto di frontiera, e l'allora presidente S&W, Carl Hellstrom. Jordan proponeva a quest'ultimo la realizzazione di un'arma tipo per le forze di polizia che sarebbe dovuta essere un revolver con calibro .357 magnum realizzato su di un telaio di medie dimensioni, con canna pesante da quattro pollici, astina dell'estrattore carenata e congegni di puntamento da tiro.
Per la produzione si utilizzò inizialmente un telaio modello K. Alla fine del 1956 la 19 venne immessa sul mercato in versione con canna da 4 pollici e finitura che poteva essere brunita o nichelata. Nel 1959 venne introdotta la canna da 6 pollici mentre nel 1968 venne realizzata quella da 2,5.

## Tecnica
La rivoltella è camerata per cartucce .357 Magnum. Nonostante il forte rinculo generato dall'esplosione delle cartucce, la precisione rimane ad ottimi livelli.
Alcuni modelli, per migliorare ancora di più la precisione, sono stati dotati di canne più lunghe delle versioni standard e di mirini laser.
La S&W 19 è stata prodotta dal 1957 al 1999, la S&W 66 è stata prodotta dal 1970 al 2005. Il modello 66 differisce dal modello 19 per il castello in acciaio inox (la modello 19 era in una lega di acciaio ad alto contenuto di carbonio o acciaio placcato al nichel) ed il grilletto a trazione liscia appositamente ideato per il tiro al bersaglio.

## Nella cultura di massa
È la rivoltella usata da Jigen nell'anime Lupin III in versione Combat Magnum. È apprezzata e posseduta anche da Frank Reynolds nel telefilm C'è sempre il sole a Philadelphia. È anche l'arma di Roger Murtaugh nei film della serie cinematografica Arma letale.